# Liste der Geschichtsparks in Thailand
Liste der Geschichtsparks in Thailand (Thai: อุทยานประวัติศาสตร์, gesprochen: [ʔùttʰáʔjaːn pràʔwàttìʔsàːt], englisch: Historical Parks).
Dabei handelt es sich um Anlagen, meist Ruinenstätten, die für die Geschichte Thailands von Bedeutung waren. 
Die Anlagen werden durch das Fine Arts Department betrieben, das dem Erziehungsministerium untersteht. Derzeit gibt es zehn Parks, wovon vier zum UNESCO-Weltkulturerbe zählen.
| Name              | Provinz           | Thai                         | Eingetragen | Eröffnet       |
| ----------------- | ----------------- | ---------------------------- | ----------- | -------------- |
| Ayutthaya         | Ayutthaya         | อุทยานประวัติศาสตร์พระนครศรีอยุธยา |             |                |
| Kamphaeng Phet    | Kamphaeng Phet    | อุทยานประวัติศาสตร์กำแพงเพชร     |             |                |
| Mueang Sing       | Kanchanaburi      | อุทยานประวัติศาสตร์เมืองสิงห์       |             | April 1987     |
| Phanom Rung       | Buriram           | อุทยานประวัติศาสตร์พนมรุ้ง         | 1935        | 21. Mai 1988   |
| Phimai            | Nakhon Ratchasima | อุทยานประวัติศาสตร์พิมาย          | 1936        | 12. April 1989 |
| Phra Nakhon Khiri | Phetchaburi       | อุทยานประวัติศาสตร์พระนครคีรี      | 1979        |                |
| Phu Phrabat       | Udon Thani        | อุทยานประวัติศาสตร์ภูพระบาท       | 1989        | 26. Juni 1992  |
| Si Satchanalai    | Sukhothai         | อุทยานประวัติศาสตร์ศรีสัชนาลัย      |             | 1988           |
| Si Thep           | Phetchabun        | อุทยานประวัติศาสตร์ศรีเทพ         |             |                |
| Sukhothai         | Sukhothai         | อุทยานประวัติศาสตร์สุโขทัย         | 1961        | Juli 1988      |